# Стадион Канбера
Стадион Канбера, који се налази у Канбери престоници Аустралије, је стадион који се користи за рагби 13, рагби 15, фудбал, аустралијски фудбал (енгл. Australian rules football), бејзбол... Стадион Канбера је дом Брамбиса, најтрофејнијег аустралијског рагби јунион тима, који се такмичи у супер рагбију. На овом стадиону играју и Канбера рејдерси, који се такмиче у најјачем рагби 13 такмичењу НРЛ-у. На овом стадиону игране су поједине утакмице светског првенства у рагби лиги 2008. Стадион Канбера има капацитет од 25.011 седећих места. На овом стадиону одиграна су 3 финала супер рагбија. На овом стадиону игра и рагби 13 репрезентација Аустралије, а у прошлости је играла и рагби 15 репрезентација Аустралије.